# Ethio Telecom
Ethio Telecom est l’opérateur public de télécommunications de l’Éthiopie. Il offre l’ensemble des services de téléphonie fixe, mobile, Internet et télécommunications d’affaires. Il détient le monopole des télécommunications nationales et internationales et offre des services à valeur ajouté ainsi que l’enregistrement et la gestion du domaine de premier niveau national Internet (ccTLD) du pays : .et.

## Histoire
En 2010, le gouvernement éthiopien donne pour mission à l’opérateur d’atteindre les standards internationaux en matière d’infrastructure et services de télécommunications. 
Le 9 février 2023, le gouvernement éthiopien annonce la privatisation de 45 % du capital d'Ethio Telecom et non de 40 % comme il l'avait initialement prévu. 
Le 22 mai 2023, l’Autorité éthiopienne des Communications (ECA) indique vouloir lancer un nouvel appel d’offres pour l’acquisition d’une seconde licence d’opérateur privé. 
En juillet 2023, Orange fait part de son intérêt pour entrer au sein du capital d'Ethio Telecom dont 45 % sont vouées à être privatisés. 